# Canal de l'Esquerra de l'Ebre

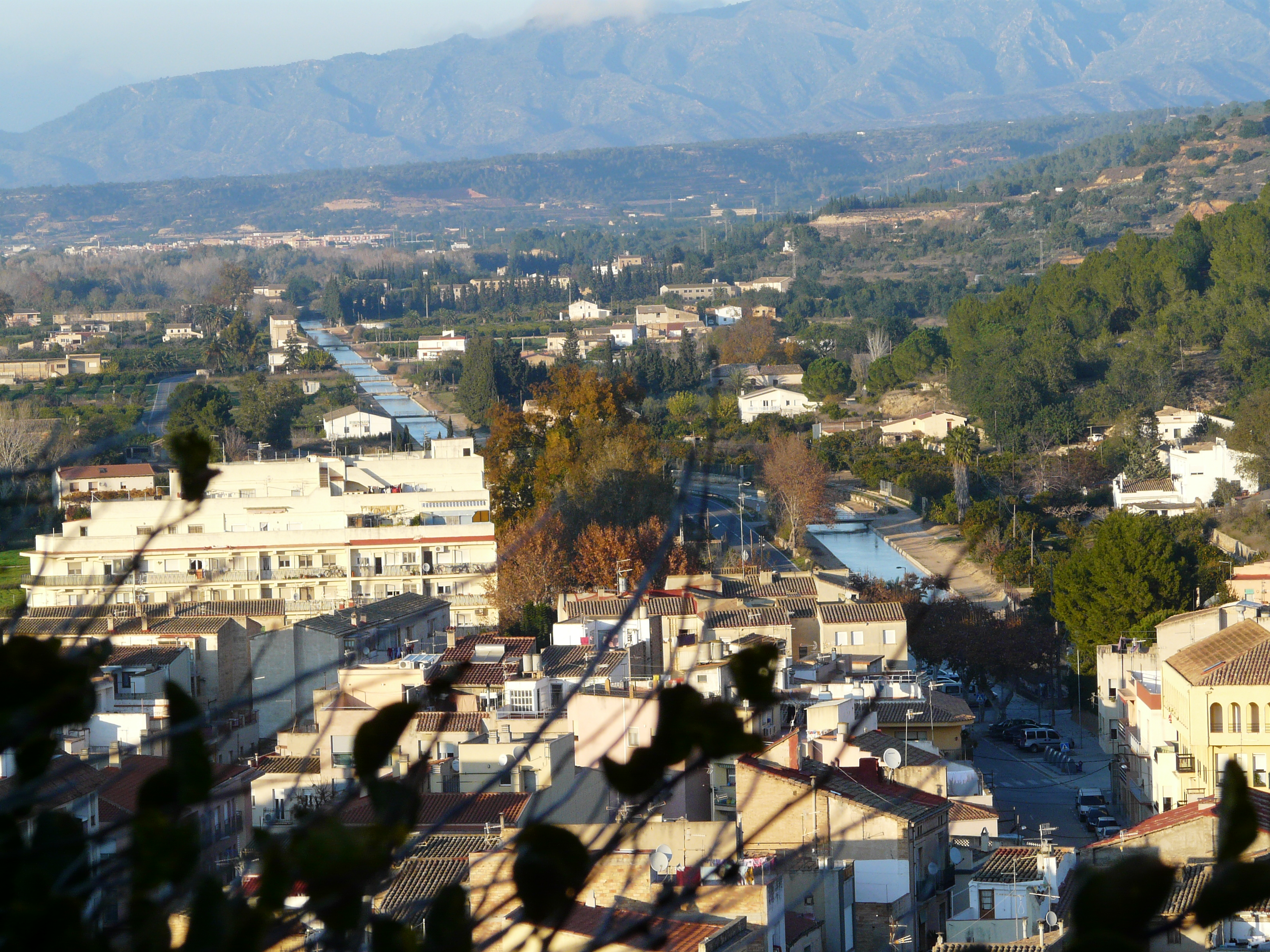
El canal entrant a Tortosa

El Canal de l'Esquerra de l'Ebre és un canal de reg que transcorre paral·lel al riu Ebre, pel seu marge esquerre, a la comarca del Baix Ebre. Va ser inaugurat el 5 de maig de 1912 amb l'assistència d'Alfons XIII. Arran de les obres d'excavació el novembre de 1910 va descobrir-se una vil·la romana a la partida de Barrugat (Bítem, Tortosa).
El canal neix a l'assut de Xerta, a la part de Tivenys i discorre pels municipis de Tortosa, l'Aldea i Deltebre i té la particularitat que travessa la ciutat de Tortosa per sota de les avançades de Sant Joan i dels fortins d'Orleans amb una longitud d'entre 1.800 i 1.900 metres sota terra. A la sortida sud, vora l'estació del ferrocarril de la ciutat, hi ha una placa honorífica a l'enginyer Rafael Izquierdo Jauregui (Castrillo de la Reina, Burgos, 1873 - Madrid, 10/05/1911) autor del canal.
La Comunitat de Regants disposa des dels anys 80 del segle XX d'una seu al Palau Montagut de Tortosa.